# New Dawn
'New Dawn' est un cultivar de rosier grimpant obtenu en 1930 à la pépinière Somerset Rose Nursery par le rosiériste américain Henry Dreer. Il est issu d'un sport de 'Dr. W. Van Fleet' (Van Fleet, 1910). C'est l'un des rosiers grimpants les plus fameux au monde grâce à son caractère remontant exceptionnel. Il a reçu la distinction de rose favorite du monde, en 1997.

## Description
Bien qu'il soit rangé dans la catégorie des rosiers de Wichura (Rosa wichuraiana), il s'agit d'un rosier remontant. Ses grandes fleurs rose pâle, au léger parfum rappelant la pomme, fleurissent en bouquets luxuriants. Elles possèdent de 26 à 40 pétales. À  l'automne, elles laissent place à des cynorhodons orangés. Son feuillage dense est vert foncé et brillant. 
Les rameaux de ce rosier triploïde sont forts et longs, atteignant facilement 4 mètres, jusqu'à 6 mètres. Il mesure jusqu'à 2,45 mètres de largeur. ' New Dawn' est fort robuste et résistant aux maladies ; il supporte la mi-ombre et sa zone de rusticité est de 5b à 9b. Il faut ôter les fleurs fanées pour favoriser la remontée.
Il existe un sport aux fleurs blanches, 'White New Dawn', obtenu en 1959 par Berger.

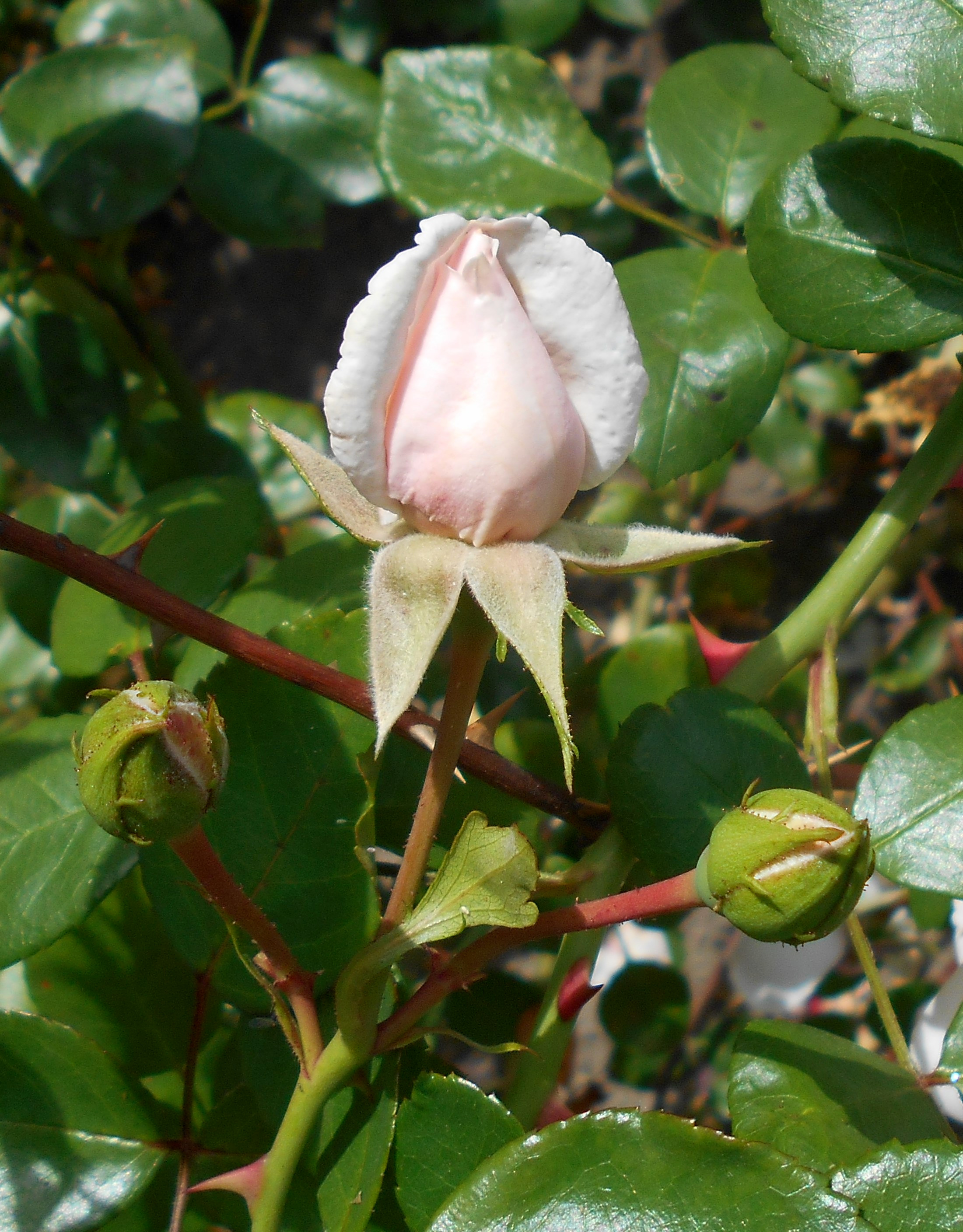
Bouton de 'New Dawn
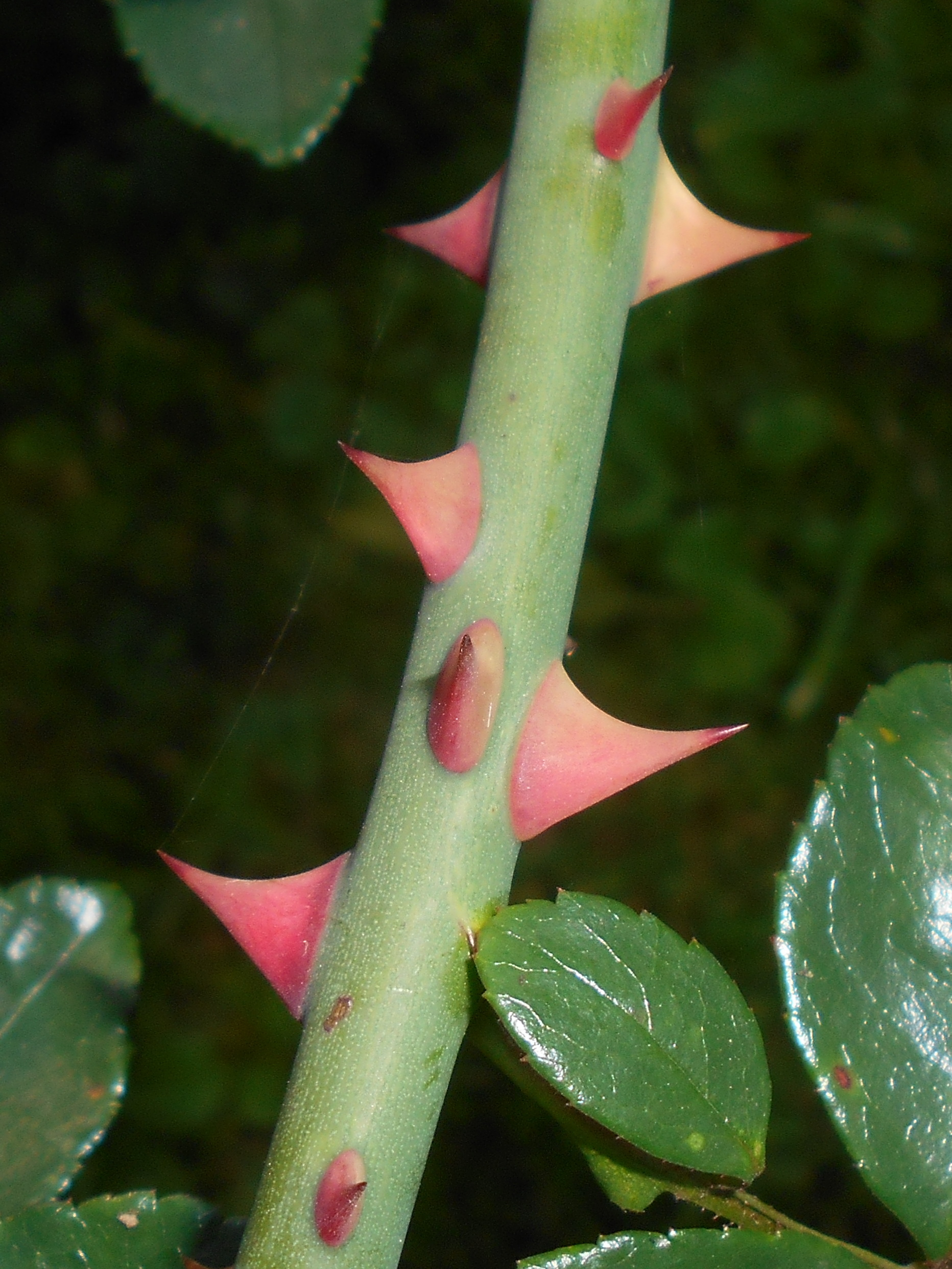
Aiguillons de 'New Dawn'
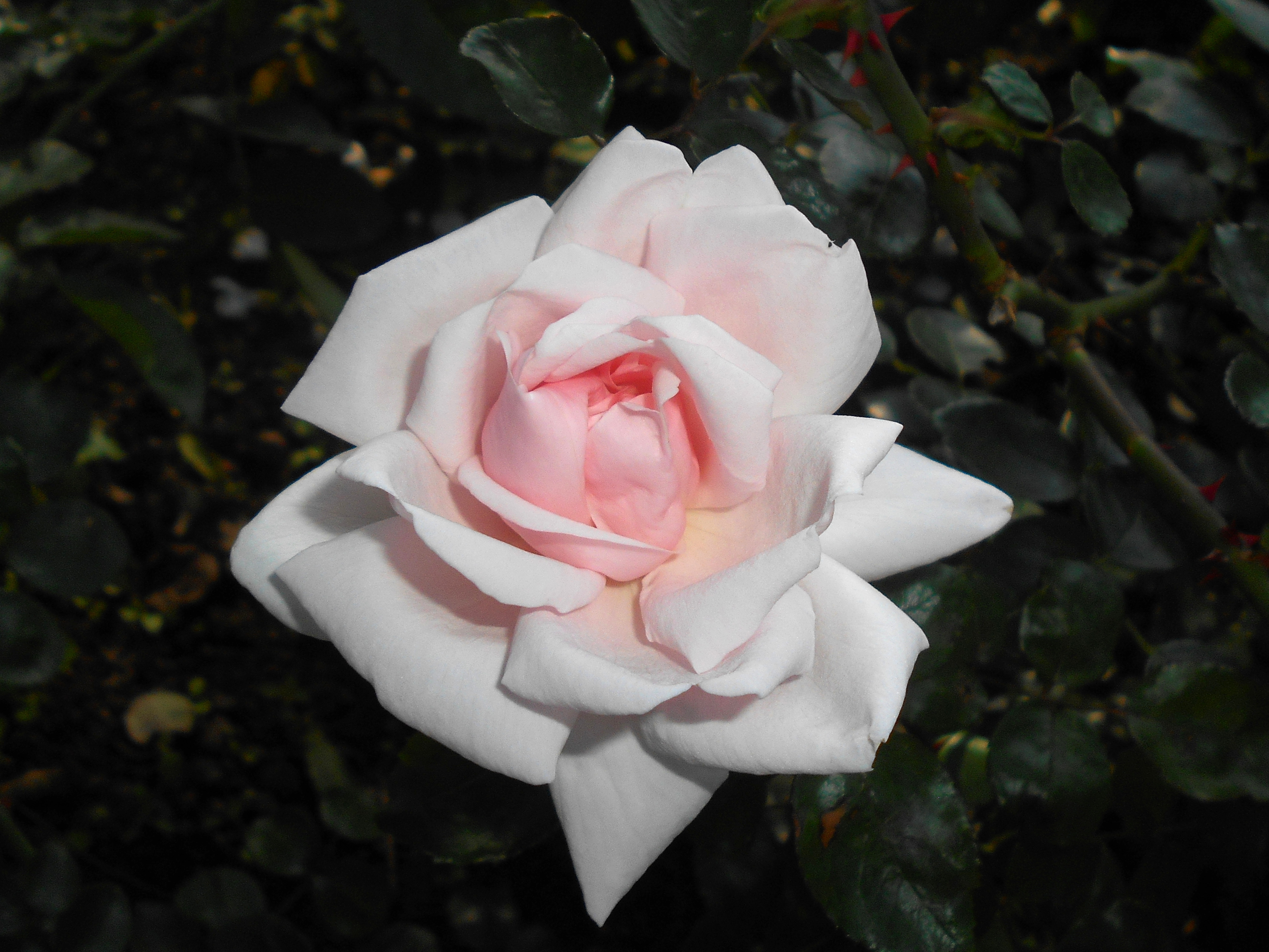
Fleur de 'New Dawn'

## Distinctions
- Rose favorite du monde 1997

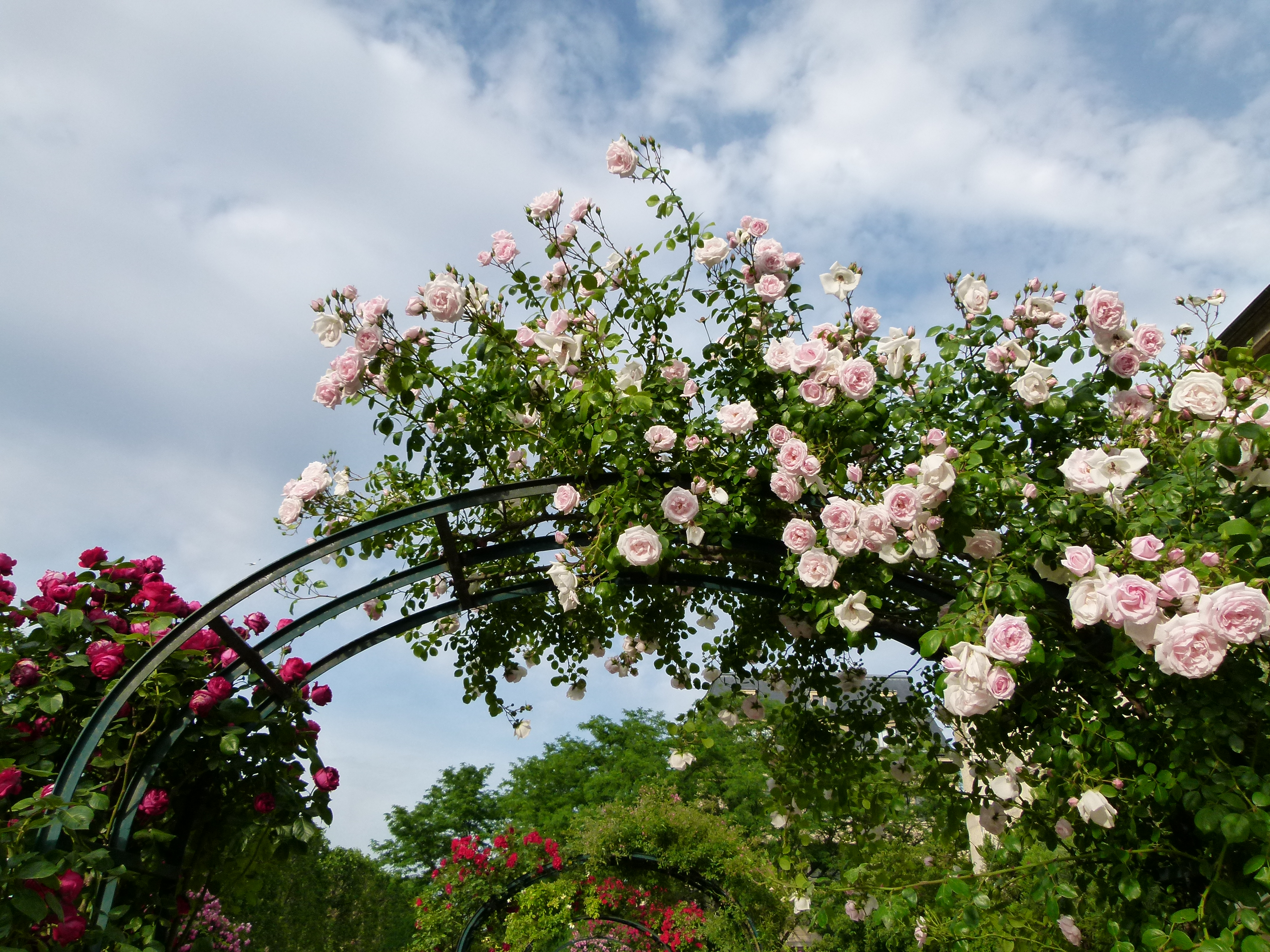
'New Dawn' au jardin des Plantes.

- Climber (ARS) Combined Chicagoland Rose Society Show 2000
- Climber (ARS) Grosse Pointe Rose Society Show 2000
- Climber (ARS) Kansas City Rose Society Show 2000
- Climber (ARS) Reno Rose Society Show 2000
- Climber (ARS) Birmingham Rose Society Spring Show 2001

## Descendants

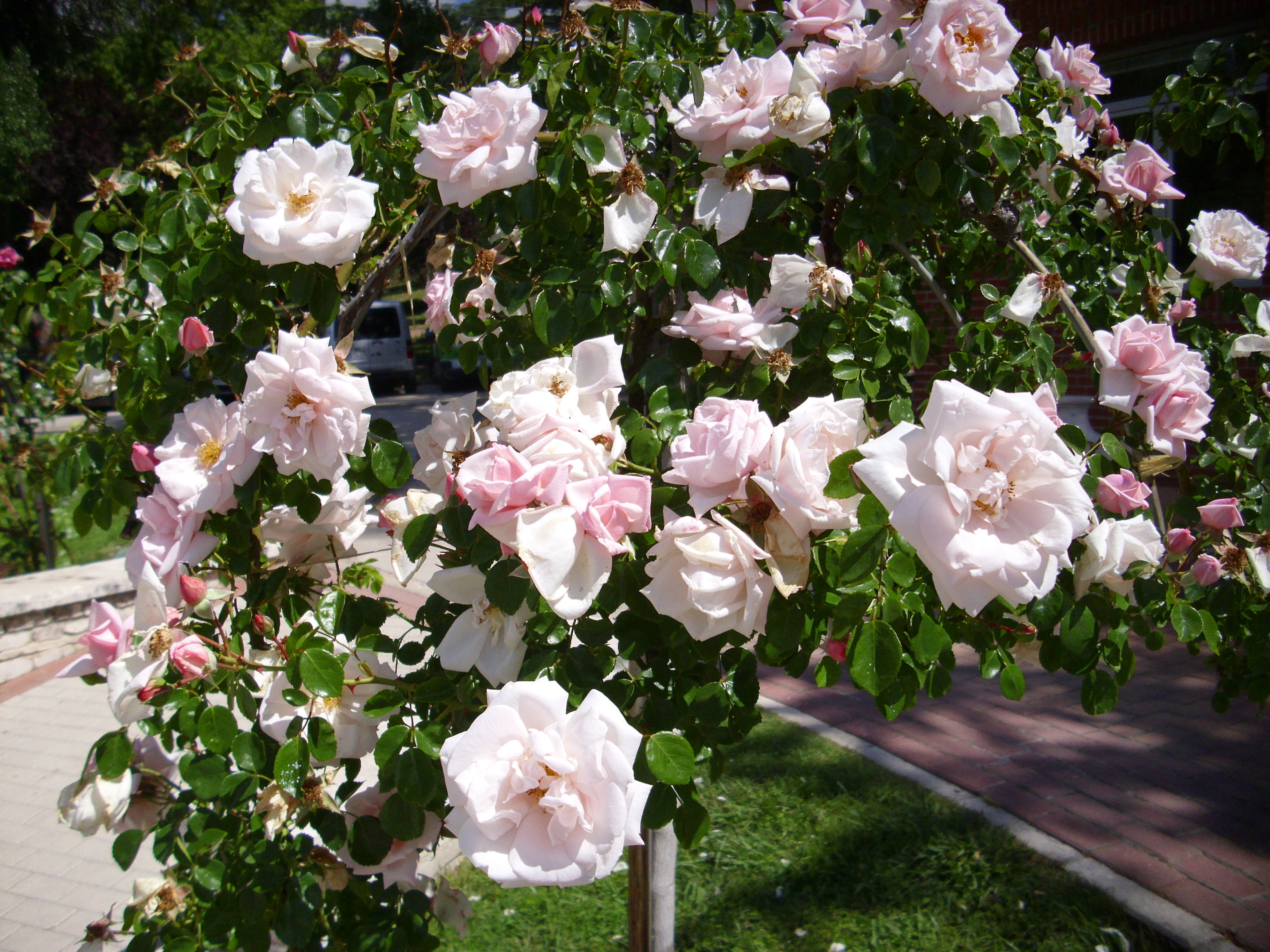
'New Dawn' à la roseraie du parc de l'Ouest de
Madrid.

'New Dawn' a donné plusieurs descendants, notamment :
- 'Aloha' (Boerner, 1949) 'New Dawn' x 'Mercedes Gallart
- 'Morning Stars' (Jacobus, 1949) semis 'New Dawn' x 'Autumn Bouquet' - pollen 'New Dawn' x 'Inspiration'
- 'Pink Cloud' (Boerner, 1952)
- 'Coral Dawn' (Boerner, 1952)
- 'Parade' (Boerner, 1953) ('New Dawn' x  'World's Fair')
- 'Lichterloh' (Tantau, 1955) 'Red Favorite' x 'New Dawn'
- 'Morning Dawn' (Boerner, 1955)
- 'Pink Favorite' (Von Abrams, 1956) semis 'Juno'- pollen 'Georg Arends' x 'New Dawn'
- 'Don Juan' (Malandrone, 1958) plantules 'New Dawn' x 'New Yorker'
- 'Bantry Bay' (McGredy, 1967) 'New Dawn' x 'Korona'
- 'Shin-Setsu' (Seizo Suzuki, 1969) semis 'Blanche Mallerin' x 'Neige Parfum' - pollen plante de semis de 'New Dawn'
- 'White Cockade' (Cocker, 1969) 'New Dawn' x 'Circus'
- 'City of London' (Harkness, 1986) 'New Dawn' x 'Radox Bouquet'
- 'Martine Guillot' (Massad, 1991) 'New Dawn' x 'Graham Thomas'